# 小行星25024
小行星25024（25024 Calebmcgraw）是一颗绕太阳运转的小行星，为主小行星带小行星。该小行星于1998年8月19日发现。

## 轨道参数
小行星25024的轨道半长轴为363 720 281 km，2.4312853 UA，离心率为0.182。